# Montezumina guyana
Montezumina guyana är en insektsart som beskrevs av Nickle 1984. Montezumina guyana ingår i släktet Montezumina och familjen vårtbitare. Inga underarter finns listade i Catalogue of Life.